# Заправні перші страви

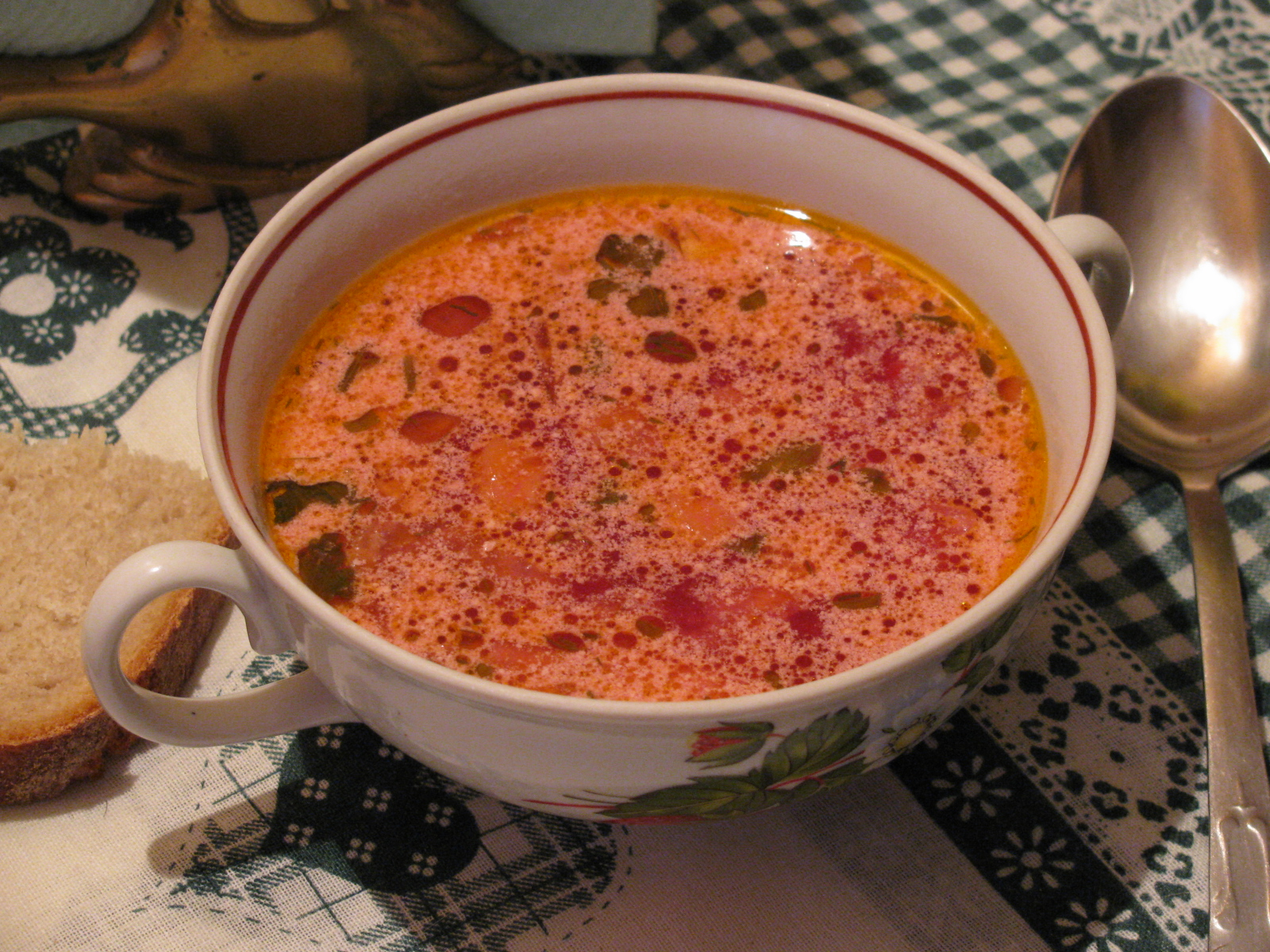
Борщ

Заправні перші страви — перші страви в українській кухні, які готують на бульйонах, відварах або воді і заправляють пасерованими овочами (цибулею, морквою, петрушкою, селерою), томатом і борошном. Заправні перші страви складаються з овочів, круп, макаронних виробів або бобових — через що ці страви набувають смаку і аромату тих продуктів, які використані для їх приготування.

## Види заправних перших страв
Заправні перші страви поділяють на борщі, юшки, кулеші, солянки, капусняки, розсольники, щі, супи (овочеві, картопляні, без картоплі).

## Класифікація перших страв
За характером рідкої основи перші страви поділяють на чотири групи:
- до першої належать перші страви на бульйонах (м'ясо-кістковому, кістковому, з птиці, грибному, рибному) і відварах (овочевому, з круп і макаронних виробів);
- до другої — на молоці;
- до третьої — на хлібному квасі, сироватці, кислому молоці, охолодженому овочевому відварі, охолоджених і проціджених бульйонах, відварах з житніх сухарів;
- до четвертої — на фруктових і ягідних відварах (солодкі).

За температурою подавання перші страви поділяють на гарячі (температура 75 °С) і холодні — 14 °С. Гарячими відпускають перші страви на бульйонах, відварах і молоці, холодними — всі інші. Солодкі перші страви у весняно-літній період подають холодними, а в осінньо-зимовий — частіше гарячими.
За способом приготування розрізняють перші страви заправні (борщі, юшки картопляні, розсольники та інші), прозорі (бульйони), пюреподібні (кулешики з овочів, м'яса) і різні (солодкі, молочні, холодні).
Перші страви, які готують з продуктів молочних і рослинного походження (без м'яса), називають вегетаріанськими.

## Загальні правила приготування заправних перших страв
1. Бульйон або відвар проціджують і доводять до кипіння[1].
2. Підготовлені продукти кладуть у киплячий бульйон або воду в певній послідовності залежно від тривалості варіння, щоб вони одночасно дійшли до готовності. Після закладання кожного виду продукту бульйон повинен швидко закипати.
3. Сирими закладають свіжу капусту, картоплю, вироби з борошна, крупи, крім перлової.
4. У перші страви, до яких входять картопля і щавель, солоні огірки, квашена капуста, спочатку кладуть картоплю, варять її до напівготовності, потім інші продукти за рецептурою, оскільки в кислому середовищі картопля погано розварюється.
5. Заправні перші страви, за винятком тих, що містять крупи, вироби з борошна, заправляють пасерованим борошном (розведеним бульйоном, водою або відваром), яке надає їм густішої консистенції, поліпшує смак і запах, сприяє утриманню часток у завислому стані і збереженню вітаміну С. Капусняки, борщі можна заправити протертою картоплею.
6. Пасерованими овочами заправляють перші страви за 10–15 хв. до готовності, пасеровкою з борошна або протертою картоплею — за 5–10 хв. до закінчення варіння.
7. Для поліпшення смаку перших страв рекомендується додавати перець солодкий (20–40 г на 1 л супу), при цьому відповідно зменшується закладка інших овочів.
8. Рибні консерви у власному соку або в томаті додають у заправні перші страви за 10–15 хвилин до закінчення варіння.
9. Спеції (лавровий лист, перець) і сіль кладуть у перші страви за 5–7 хв. до готовності.
10. Заправні перші страви варять при слабкому кипінні, оскільки при сильному кипінні овочі дуже розм'якшуються, не зберігають форму і, крім того, вивітрюються ароматичні речовини.
11. Зварені заправні перші страви настоюють, залишаючи їх на плиті на 10–15 хв., щоб сплив жир. Після цього вони стають прозорішими й ароматнішими[1].

## Як подавати
Подають гарячі заправні перші страви в підігрітій столовій глибокій тарілці або суповій мисці. Спочатку кладуть прогріті в бульйоні шматочки м'яса, птиці, риби (від 35 до 50 г на порцію), наливають заправну першу страву, посипають дрібно нарізаною зеленню кропу, петрушки або цибулі для збагачення її вітамінами, поліпшення аромату, смаку і зовнішнього вигляду (2–3 г нетто на порцію). Сметану кладуть у тарілку 10 г на порцію. Норма подавання заправної першої страви може становити 500, 400, 250 г.